# Peace One Day
Peace One Day (deutsch: Ein Tag Weltfrieden) ist eine Bewegung, die von dem britischen Regisseur Jeremy Gilley 1999 als ein Filmprojekt initiiert wurde. Ziel des Projekts war es, zu erreichen, dass der 21. September zu einem Tag wird, an dem weltweit ein Waffenstillstand herrschen sollte („A day of global ceasefire and non-violence“).
Das erste Ziel war es, dass der Tag von der UNO zu einem offiziellen Weltfriedenstag erklärt wird. Dieses Ziel wurde am 7. September 2001 erreicht. Jeremy setzt sich aktuell dafür ein, dass an dem Tag wirklich weltweit „Feuerpause“ (ceasefire) herrscht. Seine Bestrebungen hat er im Film Peace One Day dokumentiert. Der Film zeigt auch, dass es möglich ist, als einzelner Mensch mit einer Idee etwas zu erreichen und etwas zu verändern.
Der Tag gilt nicht nur als ein utopischer Wunsch, sondern stellt auch einen praktischen Wert dar. So könnten sich etwa Hilfsorganisationen an dem Tag gefahrlos in Kriegsgebieten bewegen.
Um das Bewusstsein für den Weltfriedenstag zu verstärken, wurden zahlreiche verschiedenen Kampagnen umgesetzt. Im Jahr 2012 entwarf Peace One Day in Zusammenarbeit mit Burger King, Denny’s, Wayback, Krystal und Giraffas den Peace Day Burger, durch dessen Verteilung Geld für den Peace One Day gesammelt werden sollte. Zudem organisierte Peace One Day mehrere Konzerte, bei denen sie von Prominenten wie Dave Stewart, Annie Lennox oder Angelina Jolie unterstützt wurden.